# Poilly-sur-Tholon
Poilly-sur-Tholon là một xã của Pháp,tọa lạc ở tỉnh Yonne trong vùng Bourgogne.

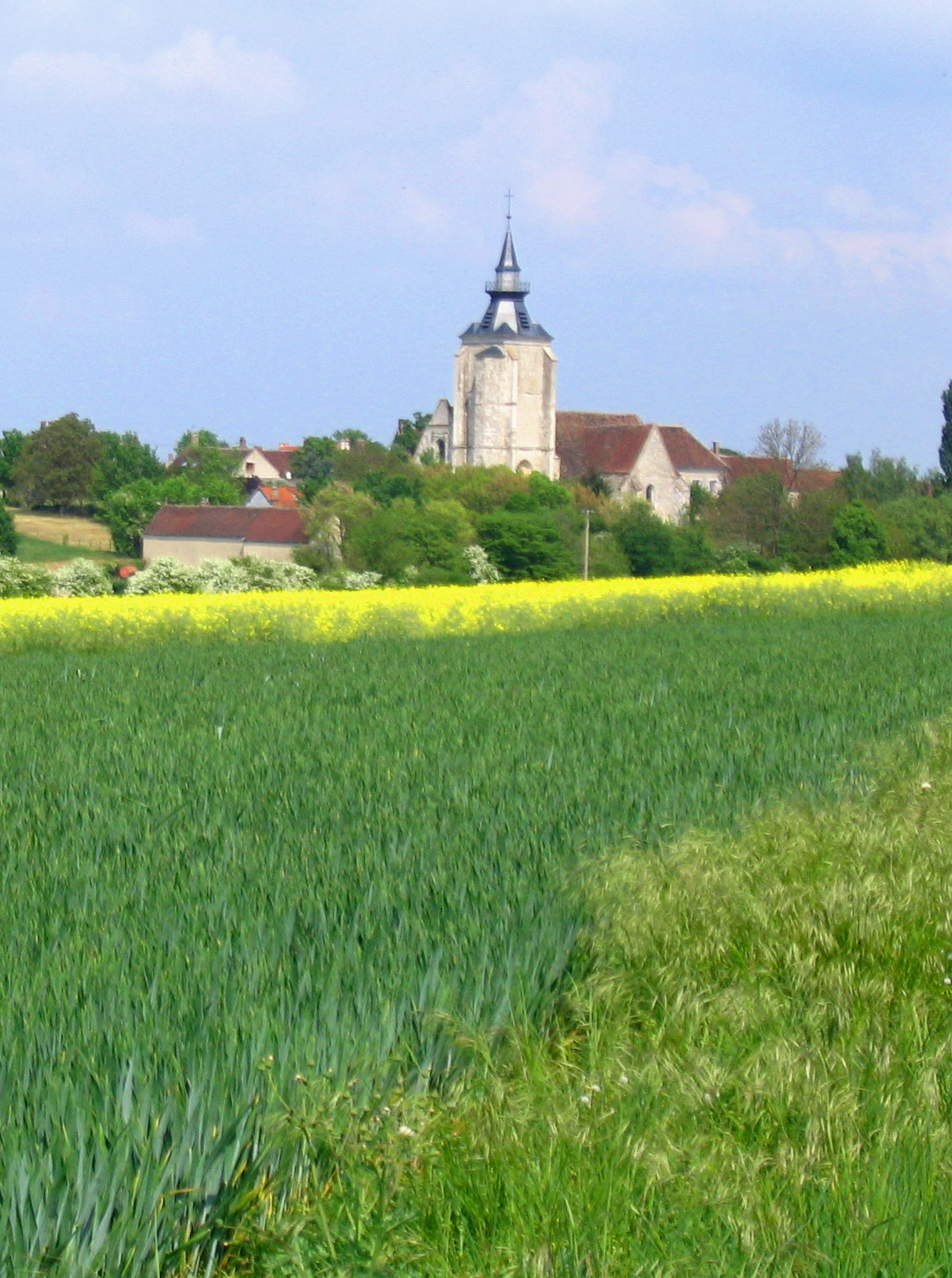

## Hành chính
| Danh sách các thị trưởng               |           |                    |      |         |
| Giai đoạn                              | Giai đoạn | Tên                | Đảng | Tư cách |
| tháng 3 năm 2001                       | 2003      | Jacques Martire    |      |         |
| mars 2003                              | 2008      | Bernard Fauvernier |      |         |
| mars 2008                              | 2014      | Bernard Fauvernier |      |         |
| Tất cả các dữ liệu trước đây không rõ. |           |                    |      |         |

## Thông tin nhân khẩu
| Năm | 1962 | 1968 | 1975 | 1982 | 1990 | 1999 |
| --- | ---- | ---- | ---- | ---- | ---- | ---- |
| Dân số | 542  | 526  | 491  | 565  | 581  | 594  |
| From the year 1962 on: No double counting—residents of multiple communes (e.g. students and military personnel) are counted only once. |      |      |      |      |      |      |